# ذخیره‌گاه زیست‌کره رزتوچیا
ذخیره‌گاه زیست‌کره رزتوچیا (به لاتین: Roztochia Biosphere Reserve) یک ذخیره‌گاه زیست‌کره در اوکراین است که در استان لویو واقع شده است.